# Sophie Natuschke
Sophie Natuschke (obersorbisch Sofija Natuškec; * 18. Juni 1950 in Bautzen) ist eine deutsche Grafikerin, Malerin und Bildhauerin sorbischer Herkunft.

## Leben
Von 1970 bis 1975 studierte Natuschke Grafik an der Kunsthochschule Berlin-Weißensee.
Danach war sie festes Mitglied des Arbeitskreises Sorbischer Bildender Künstler.
1976/77 hielt sie sich bei einem Studienaufenthalt in Danzig auf und arbeitet seit 1979 als freischaffende Grafikerin, Illustratorin und Malerin.
Nach der deutschen Wiedervereinigung hielt sie sich 1997/98 in Nepal und 2007 in Armenien auf, wo sie bei der Beschäftigung mit der dortigen Volkskunst neue Impulse für ihr eigenes Schaffen gewinnen konnte.
Natuschke wurde durch ihre Illustrationen bekannt, insbesondere für die Bücher von Jurij Brězan. Sie lebt und arbeitet in Güstebieser Loose/Oderbruch.

## Museen (Auswahl)
- Sorbisches Museum Bautzen
- Stadtmuseum Bautzen
- Kunstmuseum Dieselkraftwerk Cottbus
- Kupferstichkabinett Berlin
- Museum der Westlausitz Kamenz